# Tân Chánh
Tân Chánh là một xã thuộc huyện Cần Đước, tỉnh Long An, Việt Nam.

## Địa lý
Xã Tân Chánh nằm ở phía nam huyện Cần Đước, cách thị trấn Cần Đước 6 km và có vị trí địa lý:
- Phía đông giáp xã Phước Đông và tỉnh Tiền Giang
- Phía tây giáp huyện Châu Thành
- Phía bắc giáp các xã Tân Ân và Phước Đông.

Xã có diện tích 17,45 km², dân số năm 2012 là 12.955 người, mật độ dân số đạt 743 người/km².

## Hành chính
Xã Tân Chánh được chia thành 7 ấp: Đình, Lăng, Đông Nhất, Đông Nhì, Đông Trung, Hòa Quới, Bà Nghĩa.

## Kinh tế
Nông nghiệp là ngành sản xuất chính của xã, đem lại nguồn thu nhập chính cho người dân, chủ yếu là nuôi tôm.

## Giao thông
Hương lộ 24 là tuyến giao thông chính trên địa bàn xã, kết nối xã Tân Chánh với thị trấn Cần Đước.